# Васенин (фильм)
«Васенин» — российский документальный фильм екатеринбургского режиссёра Андрея Григорьева (кинокомпания «ДокФильмДок»), снятый им по собственному сценарию в сотрудничестве с кинооператором Павлом Саблиным (кинокомпания «Хайвейпикчерз»).
Главным героем киноленты является почётный гражданин города Берёзовского, ветеран двух войн, участник французского движения Сопротивления, кавалер ордена Почётного легиона Николай Максимович Васенин. Это рассказ о его военной биографии, о времени, проведённом им в немецких и советских лагерях, и о поездке 94-летнего ветерана во Францию, по местам воинской славы. Особое место в повествовании отведено романтической истории о любви советского солдата Николая Васенина и француженки Жанны Моно, дочери командира отряда макизаров.
В июле 2013 года Андрей Григорьев за сценарий документального фильма «Васенин» получил Гран-при молодёжного форума «Утро», что позволило команде единомышленников в октябре того же года приступить к работе над фильмом. Большинство же денежных средств на реализацию проекта было собрано в результате краудфандинга. В поддержку фильма высказались Министр иностранных дел Российской Федерации Сергей Лавров, тележурналист Владимир Познер, Сергей Бадюк, многие деятели культуры и известные политики. Собрав на платформе Boomstarter в ходе трёх краудкомпаний около 1,3 миллиона рублей, проект «Васенин» стал одним из наиболее успешных краудфандинговых проектов в российском кинематографе. В марте 2015 года его партнёром стала Русская медная компания.
Релиз документального фильма «Васенин», приуроченный к 70-летию Победы в Великой Отечественной войне, стартовал 29 апреля 2015 года в Оренбурге. В прокат лента вышла в 57-минутном варианте. Премьерные показы состоялись в мае-июне в кинотеатрах более чем тридцати городов России. Фильм также демонстрировался в США, Германии и Франции.
Слоган фильма — «Я русский солдат. Я обещал ей вернуться…».
Васенин — это фильм-портрет. То есть мы идём по антологии его жизни и это главная идея фильма. И, конечно, хочется увековечить память такого храброго героя, как Васенин, перед нынешним поколением.

— А. А. Григорьев, режиссёр.

## Сюжет
Октябрь 2013 года. Село Пышак в Кировской области. Пожилая женщина (Зинаида Петровна) словно «ёжик в тумане» ходит по улицам в поисках дома, в котором в декабре 1919 года, почти 94 года назад, в семье крестьянина Максима Николаевича Васенина родился сын Николай.
Здесь в русской глубинке недалеко от речки Великой прошло детство ветерана советско-финской и Великой Отечественной войн, бойца внутренних сил французского Движения Сопротивления Николая Максимовича Васенина. Здесь он с малых лет работал на земле, окончил школу-семилетку, отсюда уехал в далёкий Мурманск, чтобы стать механиком океанических судов. Но череда войн спутала его планы. Сначала Зимняя. В боях на Карельском перешейке зимой 1940 года пулемётчик Васенин получил тяжёлое ранение. После лечения в госпитале он окончил курсы среднего комсостава, стал командиром взвода связи. С первых дней Великой Отечественной войны оказался в самом её пекле. В июле 1941 года его полк попал в окружение под Минском. Снова ранение и плен.
Октябрь 1943 года. Французские Альпы в департаменте Дром. Группа советских военнопленных копает ямы под столбы для линии связи. Воспользовавшись халатностью охранников, заключённый с лагерным номером 103789 совершает побег. За его плечами уже есть одна неудачная попытка, закончившаяся жестокими побоями в гестапо. Но это только гонит его вперёд. Через несколько дней, голодный, оборванный и почти лишившийся сил, он добирается до коммуны Сен-Сорлин-ан-Валлуар (Saint-Sorlin-en-Valloire). Местные жители спрятали его и помогли связаться с местным подпольем, которым командует капитан Жорж Моно. Вскоре Николай Васенин под именем Николя Вутье становится участником Движения Сопротивления. Во время одной из боевых операций он был серьёзно ранен. Его выходила дочь командира — Жанна Моно. Между молодыми людьми возникла симпатия, которая скоро переросла в романтические отношения. Николя и Жанна планировали пожениться. Мать Жанны была на их стороне, но капитан Моно был категорически против, и девушка не осмелилась ослушаться отца.
После освобождения Франции англо-американскими войсками Николай Васенин некоторое время служит при советской военной миссии, а в апреле 1945 года возвращается в СССР. Здесь он подвергается репрессиям и 15 лет проводит в советских лагерях и на поселении в Читинской области. После истечения срока приговора Николай Максимович с женой и тремя детьми переезжает на Урал, в город Берёзовский. Здесь в 1990-х годах его находит Крест бойца — награда Французской Республики, которую Васенину-Вутье присвоили ещё в 1944 году за взятие опорного пункта немцев на реке Роне городка Сен-Рамбер-д’Альбон (Saint-Rambert-d’Albon), а в 2005 году посол Франции в Российской Федерации господин Жан Каде вручает ему высшую награду Франции — орден Почётного легиона. История его жизни широко освещается в прессе и получает большой общественный резонанс. Нашлось немало желающих помочь ветерану вновь побывать во Франции и разыскать свою Жанну. И вот летом 2014 года, несмотря на преклонный возраст, Николай Максимович в сопровождении сына и правнука отправляется в путешествие по местам своей воинской славы.

## Актёры
| Актёр                          | Роль                       |
| ------------------------------ | -------------------------- |
| Васенин Николай Максимович     | Васенин                    |
| Фёдор Смердов                  | правнук Васенина           |
| Пьер Брюне                     | сын Жанны Моно             |
| Лоран Браяр                    | военный историк, журналист |
| Денис Усин                     | молодой Васенин            |
| Елена Белкова                  | Жанна Моно                 |
| Николай Наумов Борис Горнштейн | закадровый текст           |

## Команда проекта
| Андрей Григорьев    | Автор проекта. Режиссёр. Продюсер. Сценарист. Режиссёр монтажа. |
| Павел Саблин        | Соавтор проекта. Продюсер. Оператор. Фотограф.                  |
| Евгений Щеголев     | Монтаж постпродакшн, второй режиссёр на площадке.               |
| Дмитрий Куренёв     | Оператор-постановщик.                                           |
| Владимир Абих       | Оператор. Фотограф.                                             |
| Евгений Перязев     | Оператор.                                                       |
| Максим Шевченко     | Помощник режиссёра.                                             |
| Борис Фролов        | Звукооператор.                                                  |
| Евгений Драчёв      | Композитор.                                                     |
| Алёна Суркова       | Композитор.                                                     |
| Тимур Белый         | Режиссёр монтажа.                                               |
| Денис Алатарцев     | Режиссёр монтажа.                                               |
| Анастасия Матвеева  | Сопродюсер.                                                     |
| Лев Нудель          | Руководитель SMM. Координатор (Москва). Продвижение фильма.     |
| Юлия Кучерова       | Копирайтер                                                      |
| Марина Надытко      | Редактор                                                        |
| Яна Григорьева      | Редактор                                                        |
| Константин Сентищев | SEO                                                             |

## История создания

### Съёмки: часть 1
Об удивительной истории берёзовского ветерана Николая Васенина режиссёр-документалист и драматург Андрей Григорьев узнал из Интернета. Выпускник Екатеринбургского государственного театрального института, ученик Николая Коляды, к этому времени он уже не был новичком в профессии. Его первая документальная лента «Балканская звезда» о сербском кинорежиссёре Эмире Кустурице получила специальный приз Романа Полански на кинофестивале в Польше и была отмечена как лучший дебют молодого автора на фестивале «Kustendorf»-2012 в Сербии. Не остался незамеченным и его фильм «На краю земли», показывающий Косовскую войну глазами детей из Косово и Метохии. Андрей находился в творческом поиске, и взволновавшая его история пришлась как нельзя кстати.
В процессе сбора материала для нового сценария Григорьев познакомился с уральскими бизнесменами Валерием и Евгением Лобановыми, которые курировали поисковую и краеведческую работу учащихся лицея № 7 города Берёзовского, собиравших сведения о Васенине. Обладая большим накопленным фактическим материалом, имея контакты с ветераном, его родственниками и поисковиками, руководство турагентства «Аурум» согласилось поделиться всем этим с кинематографистом. Лобановы также стали первыми спонсорами проекта и на протяжении всего съёмочного процесса оказывали ему поддержку. 13 мая 2013 года на пресс-конференции, созванной туристическим агентством «Аурум», Андрей Григорьев впервые рассказал берёзовским журналистам о своём желании снять фильм о Николае Максимовиче. Вскоре состоялось непосредственное знакомство режиссёра с главным героем будущего фильма.
По результатам обстоятельных бесед с Васениным Андрей Григорьев около месяца писал сценарий, который в июле того же года он представил на Третьем образовательном форуме уральской молодежи «Утро-2013», проходившем в окрестностях села Знаменское под Сухим Логом. Проект фильма получил гран-при форума — 500 000 рублей. Первое, что сделал Андрей Григорьев после объявления победителей конкурса, — позвонил герою своей будущей ленты Николаю Васенину и сообщил радостную новость: «Фильм будет!» Однако вовлечь 92-летнего ветерана в съёмочный процесс оказалось непросто. Николай Максимович отнёсся к съёмкам фильма о себе достаточно прохладно. Чем больше он погружался в воспоминания, тем больше замыкался в себе, становился неразговорчивым. О том, как удалось привлечь его на свою сторону, Григорьев откровенно рассказал в одном из своих интервью:

Мы с ним пели советские песни. Когда первые интервью писались, он был крайне скептически настроен. Какой-то фильм, почему-то о нём снимают. «Зачем мне столько внимания?» — спрашивал. Но мы сделали очень важную вещь: съездили в его детство, в село Пышак в Кировской области. Сняли местных жителей, дом, в котором он жил ребёнком… За ночь мы смонтировали десятиминутный фрагмент, показали Николаю Максимовичу, и он, конечно, растаял. После этого совсем по-другому стал относиться к съёмкам.

После октябрьских съёмок в Кировской области кинематографисты в течение 7-8 дней записали несколько интервью с Васениным, которые в последующем были вмонтированы в фильм. Во время работы выяснилось, что Николай Максимович основательно позабыл французские названия тех мест, где он воевал в 1943—1944 годах. Он помнил лишь несколько имён и фамилий своих товарищей по оружию, и, конечно же, Жанну Моно и её отца, капитана Жоржа Моно. Помог французский журналист и военный историк Лоран Браяр, который проделал большую подготовительную работу, разыскал Жанну и установил контакты с её сыном Пьером. Вылетая в декабре 2013 года во Францию, команда Григорьева уже точно знала, что основным местом съёмок станет коммуна Сен-Сорлин-ан-Валлуар в департаменте Дром.
Приезд съёмочной группы из России стал для маленького французского городка большим событием. Все, начиная от мэра, старались помочь российским кинематографистам. В Сен-Сорлине Андрею Григорьеву и его помощникам удалось разыскать местных жителей, помнивших русского макизара — Сюзанну, которую Николай Максимович ещё маленькой девочкой спас во время бомбёжки, и Роберта Бонина, с отцом которого Васенин был дружен. Удалось режиссёру расположить к себе и сына Жанны — Пьера, который к приезду съёмочной группы сначала отнёсся очень настороженно, приняв команду Григорьева за очередных охотников за сенсацией. От Пьера Андрей узнал о тяжёлом состоянии здоровья Жанны Моно. По этическим соображениям от идеи включать её в фильм решили отказаться.
Кроме Сен-Сорлина, съёмки проходили в Лионе, Сен-Рамбере и Париже. Рассказывая о своём творческом замысле, режиссёр фильма отметил:

Мы снимали фильм в Париже и хотели задействовать весь город, а не только его отдельные куски, где нет проводов и рекламы. Нам хотелось показать современный город. В фильме приняли участие актёры из группы Dissidence 44. Психологическое состояние — либерасьон, освобождение Парижа, 25 августа 1944 года. В кадре столкнулись два времени: всё, что происходило на улице, как замечали актёров, внесло своё дополнение.
Роль Николая Васенина в молодости исполнил актёр Коляда-театра Денис Усин. В фильм также вошла документальная кинохроника, предоставленная Музеем освобождения Парижа.

### Съёмки: часть 2
После возвращения в Россию Андрея Григорьева и его команду ждал непростой процесс поиска денег на завершение фильма. Сбор средств на платформе Boomstarter начался в феврале 2014 года. Одновременно начались переговоры о финансировании проекта с областным Минкультом. Значительную материальную поддержку проекту на этом этапе оказал лично мэр Екатеринбурга Евгений Ройзман. Всё это внушало коллективу кинематографистов здоровый оптимизм. Появились новые творческие идеи.

Вернулись мы с чувством выполненного профессионального долга: отснятого материала хватало для фильма — рассказывал Андрей Григорьев. — Но почему-то казалось, будто что-то мы не сделали. А потом пришла безумная мысль отправить во Францию Николая Максимовича. Конечно, было много аргументов «против» — в первую очередь, из-за физического здоровья героя: ему всё-таки девяносто четыре. Но он сам загорелся идеей.
Поначалу всё складывалось как нельзя лучше: удалось убедить родственников Николая Максимовича в целесообразности этой поездки, удачно проведённая хирургическая операция избавила ветерана от сильных болей, с помощью краудфандинга было собрано порядка 639 тысяч рублей, Министерство культуры Свердловской области пообещало выделить на завершение проекта 1 миллион рублей. Очень боялись, что известие о смерти Жанны Моно может плохо отразиться на состоянии здоровья Васенина. Но ветеран стойко перенёс печальную новость.
9 мая 2014 года в Екатеринбурге в кинотеатре «Салют» был организован предпоказ 15-минутной версии фильма, на которой присутствовал его главный герой с семьёй. Накануне Николай Максимович впервые в жизни получил заграничный паспорт. Это был первый случай в истории России, когда человек получил первый загранпаспорт в 94 года. В июне в сопровождении сына, правнука и съёмочной группы ветеран отправился во Францию. С его участием были проведены съёмки в Сен-Сорлине и Париже. Правда, от некоторых идей из-за нехватки денежных средств всё же пришлось отказаться, в частности от покупки кинохроники в Великобритании, за которую англичане запросили более 6000 фунтов стерлингов. 22 июня Васенин и сопровождавшие его лица благополучно вернулись на родину. Кинематографисты рассчитывали успеть смонтировать окончательный вариант фильма к 25 августа и приурочить его показ ко дню освобождения Парижа, но дома их ждало разочарование — Минкульт Свердловской области отказал в выделении уже обещанных денег. Пришлось снова «пустить шапку по кругу». Новую краудкомпанию на платформе Boomstarter ещё до начала сбора средств поддержали Владимир Познер, Александр Гордон, Иван Ургант и Евгений Миронов. Позднее в поддержку проекта высказались Сергей Лавров, Михаил Ефремов, Сергей Бадюк, Александр Семчев, Евгений Ройзман, Сергей Светлаков, Сергей Ершов, Николай Наумов. В результате удалось собрать около 700 000 рублей. Эти средства пошли на анимацию сцен, которые оказалось невозможно снять посредством камеры, на запись саундтрека и постпродакшн. Всего же в проект за время его существования вложилось 2832 человека (в финальных титрах фильма указана цифра 2950), благодаря которым в ходе трёх краудкомпаний было собрано около 1,3 миллиона рублей. Таким образом, проект «Васенин» стал одним из наиболее коммерчески успешных общественно-профинансированных проектов в российском кинематографе.
В начале марта 2015 года партнёром проекта стала Русская медная компания. Появление такого крупного спонсора вселило в съёмочную группу уверенность, что фильм будет завершён к 1 мая. Андрей Григорьев даже решил дополнить эпизоды фильма, связанные с периодом нахождения Васенина в советских лагерях, натурными съёмками, которые были сделаны на заброшенных объектах Ивдельлага на территории Ивдельского городского округа Свердловской области. В конце марта съёмочная группа попыталась реконструировать атмосферу освобождённого Парижа на улицах Екатеринбурга, задействовав в массовой сцене более 20 человек, преимущественно студентов Екатеринбургского государственного театрального института. В павильонах Свердловской киностудии также сняли сцену допроса Васенина сотрудниками НКВД.

## Саундтрек
Музыку к документальному фильму «Васенин» написали композиторы Евгений Драчёв, Алёна Суркова, Роман Печеркин и Станислав Горелов. За кадром также звучат хит известного франкоязычного исполнителя Stromae («Formidable»), а также композиция российской группы Мумий Тролль «Боксёрский вальс».

## Прокат
Премьерный показ 57-минутного фильма, приуроченный к 70-летию Победы советского народа в Великой Отечественной войне, стартовал 29 апреля в Оренбурге. В течение мая-июня он демонстрировался на некоммерческой основе в 30 городах России, в том числе в Москве, Екатеринбурге, Санкт-Петербурге. В дальнейшем сеансы прошли во многих кинотеатрах страны в рамках всероссийской акции «Васенин в твоём городе». Для американского зрителя премьера состоялась в апреле 2015 года в Гарвардском университете. Фильм также демонстрировался в Берлине (Германия) и Ницце (Франция).
5 декабря 2016 года, ко дню рождения Николая Васенина, режиссёр Андрей Григорьев выложил полную версию фильма в сеть.

## Отзывы
Документальный фильм «Васенин» вызвал неподдельный и широкий зрительский интерес. Премьерные показы в кинотеатрах по всей стране проходили с неизменными аншлагами. Несмотря на то, что фильм был сразу заявлен как неигровой, больше половины зрительской аудитории составила молодёжь. Хорошей традицией стало завершать сеанс аплодисментами, адресованными, скорее, не создателям ленты, а её главному герою. Оценивая реакцию простого зрителя на увиденное, корреспонденты еженедельника «Аргументы и факты» отметили:

Сейчас, в дни празднования 70-летия Великой Победы, картина собирает аншлаги во многих городах России, включая Москву. Несмотря на то, что фильм документальный и в нём нет художественных изысков, картина получилась очень трогательной, душевной, в чём немалая заслуга не только авторов, но и самого ветерана. При просмотре у многих на глаза наворачиваются слёзы. Две темы — война и любовь — связаны в ленте неразрывно.
«Наверное, лучше всего о качестве фильма говорит реакция зала — отметила обозреватель газеты „Новгородские ведомости“ Ольга Лиханова. — На показе в Новгороде он замер в молчании. Никто не шуршал упаковкой чипсов, не листал ленту новостей в смартфоне. Люди, по большей части молодые, не отрывали взгляд от экрана, а после, когда начались титры, вдруг зааплодировали. На моей памяти „Васенин“ — первый фильм, вызвавший такую реакцию. В общем-то, больше можно ничего и не писать».
Тем не менее, не обошлось и без доброй порции критики.

К неудачам и минусам фильма я бы отнесла недостаточную ясность исторических событий, о которых в фильме идёт речь. Что значит воевать на стороне французского движения Сопротивления для российского зрителя всё-таки непонятно и требует пояснений. Давно знакомая с этой историей я бы и не обратила на это внимание, но по обрывкам разговоров зрителей, покидавших кинозал после премьеры, было ясно, что это серьёзное упущение, которое привело к тому, что некоторые моменты остались непонятыми или понятыми не до конца.— Татьяна Чудиновских, корреспондент газеты «Золотая горка».
Киножурналист, кинокритик, академик российской Академии кинематографических искусств «Ника», член Экспертного совета российской премии кинокритики и кинопрессы «Белый слон» Ольга Шервуд в своём киноблоге отметила:

Что же на экране? 57-минутный микс документальных кадров, игровых кусков и хроники. Без изысков, но профессионально. Сознательно выполнен в эстетике обычнейших «документальных телефильмов»… Спасён от ощущения конъюнктуры пронзительностью истории, неподдельным героем и явным перед ним пиететом… Не очень глубоко, весьма благостно, слишком «о любви».
Ещё жёстче высказались аналитики Российского информационного агентства Накануне. RU:

По факту — документальный фильм представляет сильно «однобокую» картину. И, несмотря на заявленный документальный жанр, обязывающий придерживаться документов и фактов, не ставит целью разобраться в проблеме воевавших на фронтах в других странах, не затрагивает тему коллаборационизма Франции. Всё примитивней и эффективней с точки зрения будущих лавров. Есть только чёрное и белое: Васенин и Франция под знаком плюс, злые сотрудники государственных органов безопасности СССР — под знаком минус.

«Васенин» отличается не документальной пронизывающей правдой, а как раз художественностью. И не только по части изображения, но и содержания, никакого анализа событий, критической оценки (чем и отличается вообще-то документальный фильм от художественного) — нет. Режиссёр без сомнения влюблён в Францию и пишет свою оду, не взирая на реальность. Документальная реальность неудобна авторам. Ещё бы — если задаться вопросом о роли Франции во Второй мировой войне, ответ будет «не в тему» для романтической истории.